# HMS Indomitable (1907)
O HMS Indomitable foi um cruzador de batalha operado pela Marinha Real Britânica e a segunda embarcação da Classe Invincible, depois do HMS Invincible e seguido pelo HMS Inflexible. Sua construção começou em março de 1906 na Fairfield Shipbuilding and Engineering Company e foi lançado ao mar em março do ano seguinte, sendo comissionado na frota britânica em junho de 1908. Era armado com oito canhões de 305 milímetros em quatro torres de artilharia duplas, tinha um deslocamento de mais de 21 mil toneladas e alcançava uma velocidade máxima de 25 nós.
O Indomitable teve um início de carreira tranquilo, servindo primeiro em casa como parte da Frota Doméstica e depois sendo transferido em 1913 para o Mar Mediterrâneo. A Primeira Guerra Mundial começou em 1914 e ele imediatamente se envolveu na perseguição fracassada aos navios alemães SMS Goeben e SMS Breslau. Permaneceu no Mediterrâneo bloqueando o estreito de Dardanelos até o final do ano, retornando para casa e logo se envolvendo no início de 1915 na Batalha de Dogger Bank. Nesta, o Indomitable ajudou a afundar o cruzador blindado alemão SMS Blücher.
A embarcação participou em meados de 1916 da Batalha da Jutlândia, durante a qual danificou os cruzadores de batalha alemães SMS Seydlitz e SMS Derfflinger. O Indomitable pouco fez na guerra depois disso e nunca mais entrou em combate, passando os dois anos seguintes realizando principalmente patrulhas de rotina pelo Mar do Norte. Isto se deu pela relutância da numericamente inferior Marinha Imperial Alemã de entrar em combate. A guerra terminou no final de 1918 e o navio foi colocado na reserva no ano seguinte. Foi descartado em março de 1920 e desmontado.